# Vai Malandra
«Vai Malandra» (en español, «Vamos traviesa») es una canción de la cantante brasileña Anitta, el cantante brasileño MC Zaac y el rapero estadounidense Maejor. La canción cuenta con la participación de los productores brasileños Tropkillaz y DJ Yuri Martins. Fue lanzado como sencillo el 18 de diciembre de 2017 y como conclusión del proyecto Check Mate de Anitta, donde lanzó una nueva canción cada mes.

## Antecedentes
En agosto de 2017, se vio a Anitta filmando un video musical para una pista no especificada en las favelas de Río de Janeiro en Brasil. Más tarde se anunció que la canción se titularía «Vai Malandra», una colaboración con MC Zaac, Maejor, DJ Yuri Martins y Tropkillaz; sin embargo, no se dio una fecha de lanzamiento en ese momento.
En los días siguientes, Anitta anunció un proyecto titulado Check Mate, que consiste en el lanzamiento de una nueva canción en inglés, español o portugués junto con el video musical que la acompaña. Lanzó el proyecto con el estreno de «Will I See You», producido por Poo Bear, que se convirtió en su primer sencillo en inglés como artista principal. En octubre, se había aventurado en el EDM al lanzar el sencillo «Is That for Me», una colaboración con el DJ sueco Alesso. Para el lanzamiento de noviembre de Check Mate, Anitta colaboró con el cantante colombiano J Balvin en el sencillo de pop latino «Downtown». Anitta anunció más tarde que «Vai Malandra» sería el movimiento de «jaque mate» y concluiría su proyecto Check Mate.

## Grabación y composición
MC Zaac escribió inicialmente un borrador anterior de «Vai Malandra» y se lo presentó a Anitta en 2017. A Anitta le encantó la canción y decidió agregar su propia parte; el productor DJ Yuri Martins se unió al dúo en el estudio. Inmediatamente después de que los tres terminaron una versión inicial de la letra, comenzaron a trabajar en una maqueta de la canción. Más tarde, Anitta sugirió la inclusión de algunos elementos nuevos de géneros como el hip hop y la música trap en la canción, y con este fin invitó al dúo de productores Tropkillaz y al rapero estadounidense Maejor a trabajar con ellos en la canción. Según Anitta, su decisión de incluir tales elementos fue para extender la «fecha de vencimiento» de la canción. A pesar de su título en portugués y de ser cantada principalmente en ese idioma, la canción también presenta versos de rap interpretados en inglés por Maejor.

## Lanzamiento
La canción se lanzó oficialmente en todo el mundo para descarga digital y streaming el 18 de diciembre de 2017. «Vai Malandra» recibió más de un millón de reproducciones en Spotify en su primer día de lanzamiento y rompió el récord de la mayor cantidad de reproducciones recibidas en un día en Brasil, que anteriormente ocupó Taylor Swift con «Look What You Made Me Do». En su segundo día de lanzamiento, la canción fue reproducida más de dos millones de veces, superando el récord de la canción más reproducida en un día en Brasil. Debido a la cantidad de reproducciones recibidas en sus primeros días de lanzamiento, la canción debutó en la Spotify Top 50 Global y se convirtió en la primera canción en portugués en llegar al top 20 en esa lista el 20 de diciembre de 2017. Anitta también se convirtió en la primera brasileña en enlistar dos canciones simultáneamente en el Top 50 Global con «Vai Malandra» y su sencillo anterior «Downtown».

## Video musical

### Filmación y producción
El video musical oficial fue filmado por el director Terry Richardson en Río de Janeiro el 20 de agosto de 2017. La filmación del video tomó alrededor de 30 horas y estuvo compuesta por unas 120 personas, incluidos camarógrafos, productores y extras. Cerca de 60 de los extras eran residentes de la favela de Vidigal, quienes fueron contratados exclusivamente para el rodaje. Anitta eligió filmar el video en la favela de Vidigal porque quería presentar parte de lo que es el funk carioca, sus ritmos y su universo a audiencias globales. Cuando se le preguntó sobre el video, Anitta dijo que está «muy contenta con el resultado de 'Vai Malandra'. Es un video para mostrar [sus] raíces. [Ella] vino de la favela y disfrutó del sol en la losa, los bailes y todo de esa alegría. [Es] intérprete de funk carioca y [ella] defiende con orgullo [su] cultura».

### Concepto y disfraces
El concepto del video radica en la exploración del baile funk y su cultura, presentando a Anitta cantando y bailando en una favela, además de tomar el sol en la losa. A ella se unen MC Zaac y Maejor en varias tomas. Según Anitta, quería mostrar la sensualidad de la mujer brasileña y su belleza. También agregó que «[ella] pudo tener la oportunidad de mostrar cuáles fueron [sus] orígenes en [el] video, un poco de lo que [ella] experimentó donde [ella] vivía». Afirmó que «tomar el sol en el techo, el baile funk, los mototaxis y la alegría» eran parte de su vida cuando vivía en las favelas.
El vestuario utilizado por Anitta se inspiró en el que usan las chicas que viven en la comunidad de la favela de Vidigal, que incluye un bikini hecho de cinta aislante: una tradición en las favelas que se utiliza para crear «el cuerpo bronceado perfecto». También presenta una mezcla de ropa de los grandes almacenes C&A — el patrocinador de la cantante en el proyecto Check Mate — con otros elementos creados por estilistas para la cantante. Anitta consideró que «hicieron una buena mezcla» ya que «[trató] de ser fiel al estilo de las chicas dándole un aspecto más editorial y conceptual a cada propuesta».

### Lanzamiento y recepción
El video originalmente estaba programado para estrenarse en septiembre de 2017, sin embargo, se pospuso debido al lanzamiento de la idea de Anitta para el proyecto Check Mate y debido a varias acusaciones de acoso sexual que involucraron al director Terry Richardson en la prensa internacional. Después de enterarse de los cargos, Anitta consultó con sus abogados para ver qué se podría haber hecho con respecto a la participación de Richardson en el video. Inicialmente consideró cancelar el lanzamiento del video, ya que no quería estar asociada con la controversia. Sin embargo, más tarde decidió lanzarlo por respeto a los muchos otros profesionales involucrados en la realización del video.
El video musical de «Vai Malandra» se lanzó oficialmente en el canal de YouTube de Anitta el 18 de diciembre de 2017, luego de una serie de avances promocionales. Antes del lanzamiento del video, Anitta hizo una transmisión en vivo en su canal de YouTube, conducida por Didi Wagner, quien habló sobre el video musical con Anitta y también entrevistó a las personas involucradas en su realización. La transmisión en vivo reunió a más de 100,000 espectadores. Después de su lanzamiento, el video recibió más de 15 millones de visitas en 24 horas en YouTube, convirtiéndose en el video brasileño con más vistas en un día en YouTube y también el video brasileño más rápido en recibir un millón de me gustas, rompiendo el récord que antes tenía «Cuerpo Sensual» de Pabllo Vittar.
El video recibió reacciones mixtas de los medios brasileños. La elección de Anitta de no afinar su cuerpo usando software de edición de video y mostrar abiertamente su celulitis recibió elogios. El video musical también fue elogiado por ilustrar la esencia del baile funk y las favelas con credibilidad. Además, Anitta recibió elogios por su elección de regresar a sus raíces para el video y apoyar la música funk carioca y las mujeres representadas en el video. El Departamento de Tránsito de Río de Janeiro (DETRAN) también elogió a Anitta por usar casco en el video mientras manejaba una motocicleta. Sin embargo, el video recibió críticas por su sexualización exagerada y por la participación de Richardson. Anitta también fue acusada de apropiación cultural y de «usar la oscuridad cuando es conveniente» debido a sus trenzas en el video.

## Posicionamiento en listas
| Listas (2018)                               | Mejor posición |
| ------------------------------------------- | -------------- |
| Brasil (Billboard Brasil Hot 100)           | 24             |
| Brasil (Billboard Brasil Hot Pop Songs)     | 1              |
| Brasil (Top 50 Streaming)                   | 1              |
| Paraguay (Monitor Latino)                   | 9              |
| Portugal (AFP)                              | 4              |
| Portugal (Billboard Portugal Digital Songs) | 2              |

| Listas (2018)  | Posición |
| -------------- | -------- |
| Portugal (AFP) | 12       |

| Listas (2019)  | Posición |
| -------------- | -------- |
| Portugal (AFP) | 251      |

| Listas (2020)  | Posición |
| -------------- | -------- |
| Portugal (AFP) | 688      |

## Certificaciones
| País     | Organismo certificador | Certificación | Ventas certificadas | Ref    |
| -------- | ---------------------- | ------------- | ------------------- | ------ |
| Portugal | AFP                    | 2× Platino    | 20 000              | [ 36 ] |